# Різдвяний козел

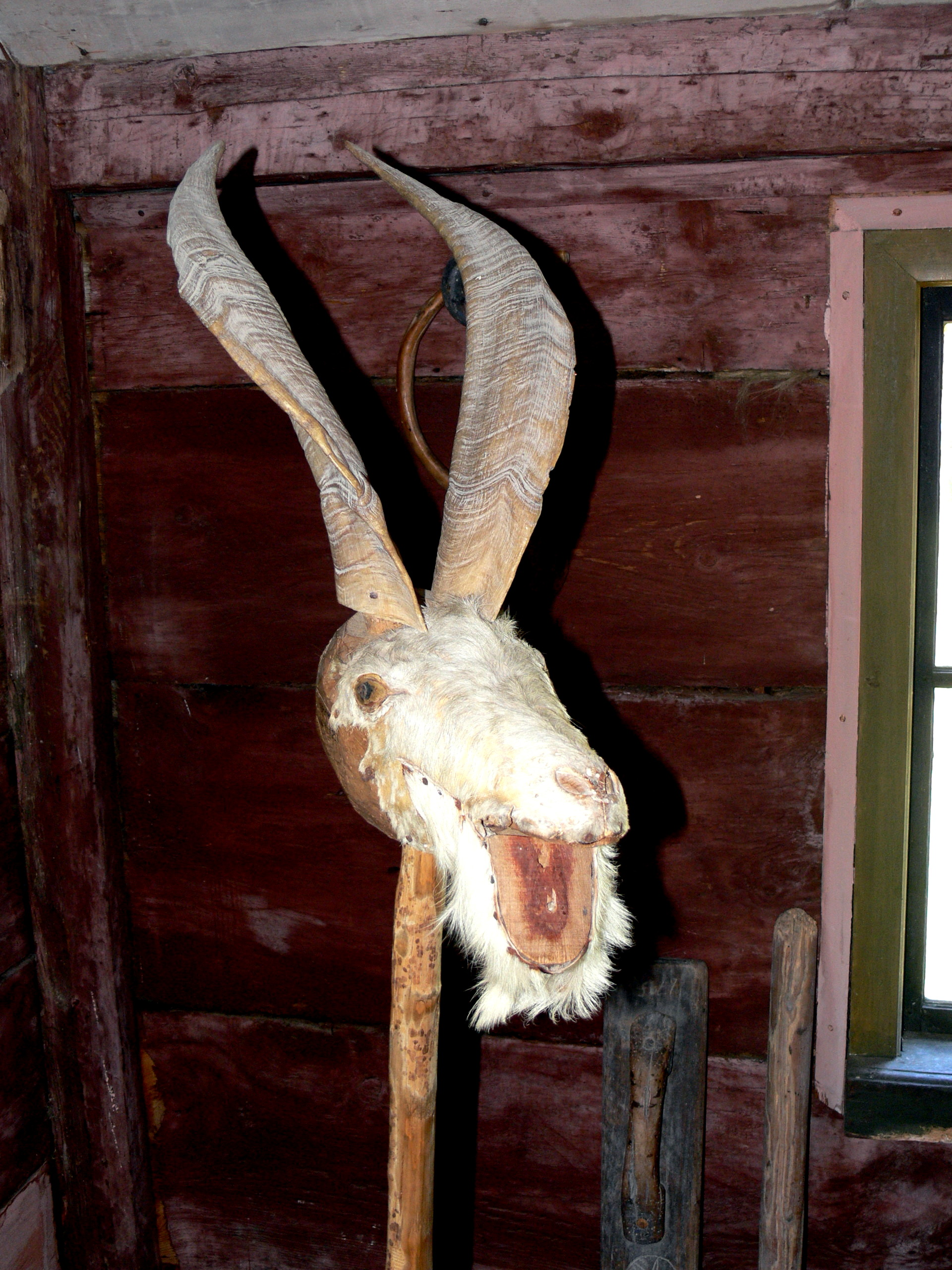
Маска Різдвяного цапа

Різдвяний козел, або цап — традиційний різдвяний персонаж у європейських народів. Походить з язичницької культури германо-балто-слов'янської спільноти. Використовувався у святах, пов'язаних із зимовим сонцестоянням, зокрема Йолі, Коляді, а згодом — Різдві. У скандинавських дохристиянських віруваннях асоціювався із богом Тором, який їздив на по небу на колісниці, запряженій двома цапами — Таннгрісніром і Таннгнйостром; у слов'янських віруваннях — із Дажбогом.
В Україні, Білорусі, Скандинавії зберігся звичай водіння кози на Різдво.
У Швеції раніше була традиція Різдва, коли молоді ряджені ходили від ферми до ферми «козу водити», грали і співали різдвяні пісні. Одна з груп завжди була одягнена як козли, іноді з маскою, зробленою з соломи. І як нагороду вони отримували їжу та напої (колядування). Протягом XIX століття ця традиція поступово змінилася: людина, вбрана у цапа, стала дарувати подарунки, а зараз це перетворилося на свято Санта Клауса (святого Миколая).

## Назва
- Різдвяний козел / цап (дан. Julebuk, Juleged, ест. Joulosak, латис. Joulopuk, норв. Julebukk, фін. Joulupukki, швед. Julbock)
- Різдвяний баран (швед. Julgumse)
- Новорічний козел / цап (дан. Nytårsbuk)
- Солом'яний козел / цап (фін. Olkipukki)

## Галерея

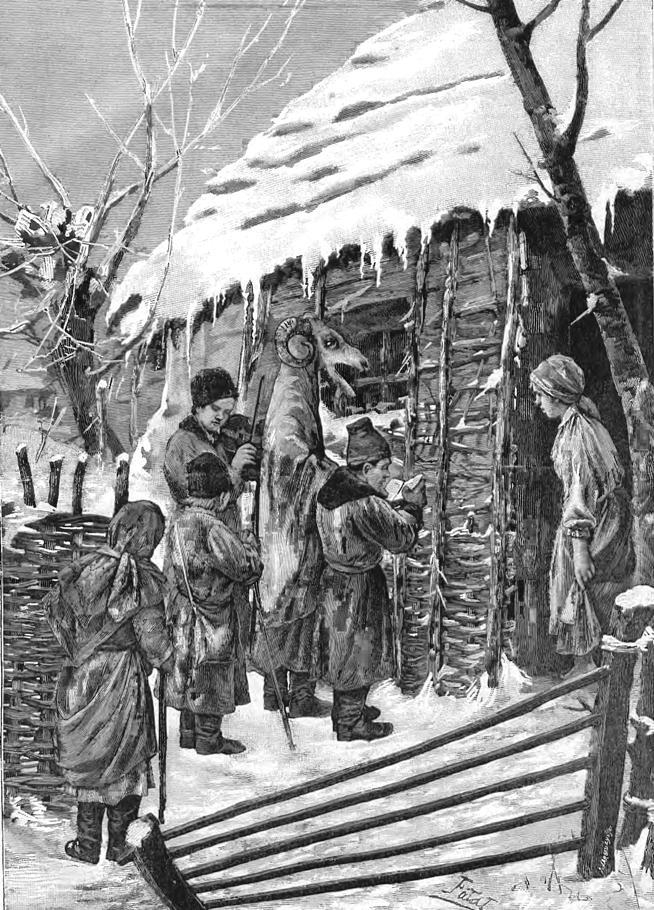
Русини водять козу (тура) 1883
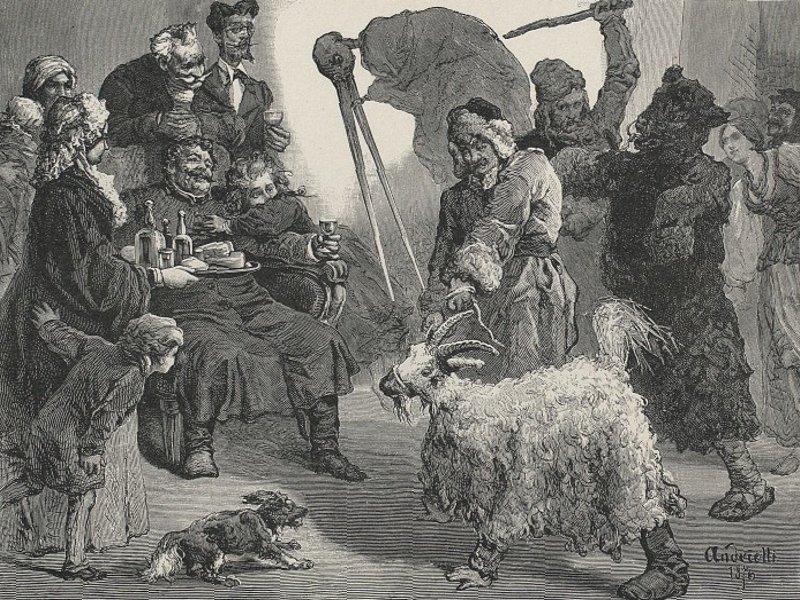
Русини водять козу бл. 1893
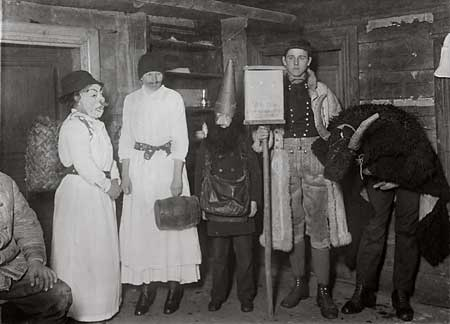
Шведи водять козу 1917
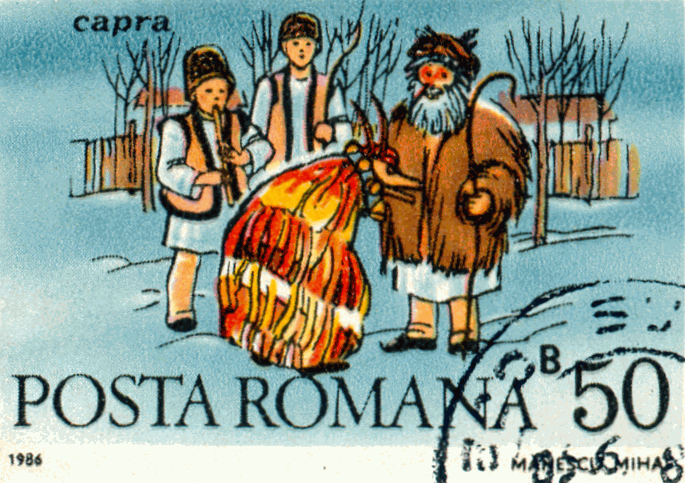
Румуни водять козу
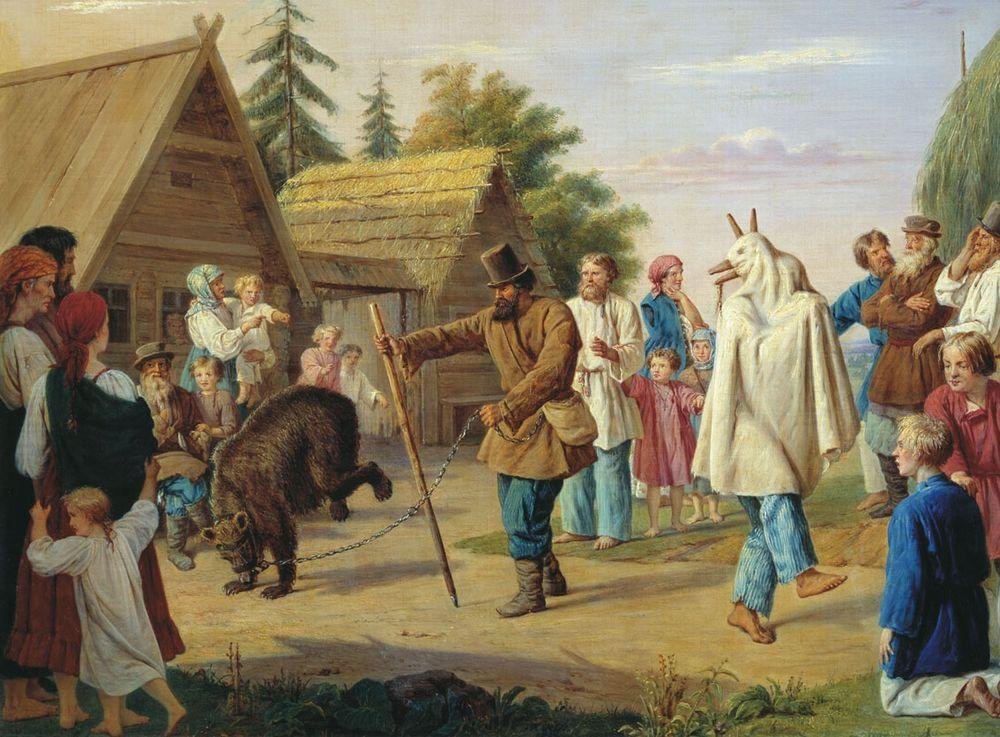
Москалі водять козу і ведмедя 1857
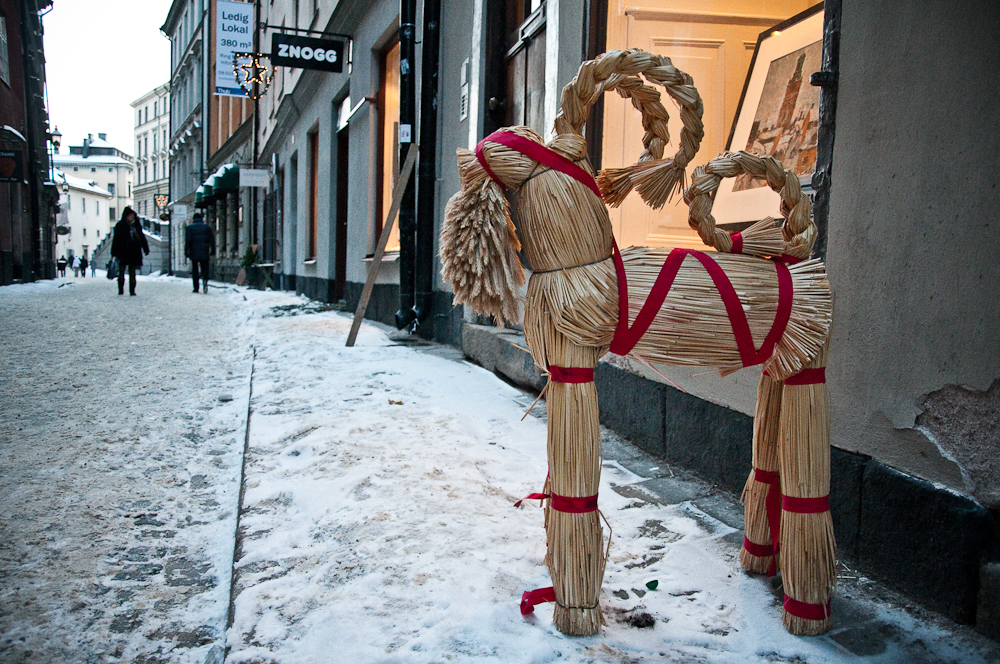
Соломяний козел Стокгольм, 2010
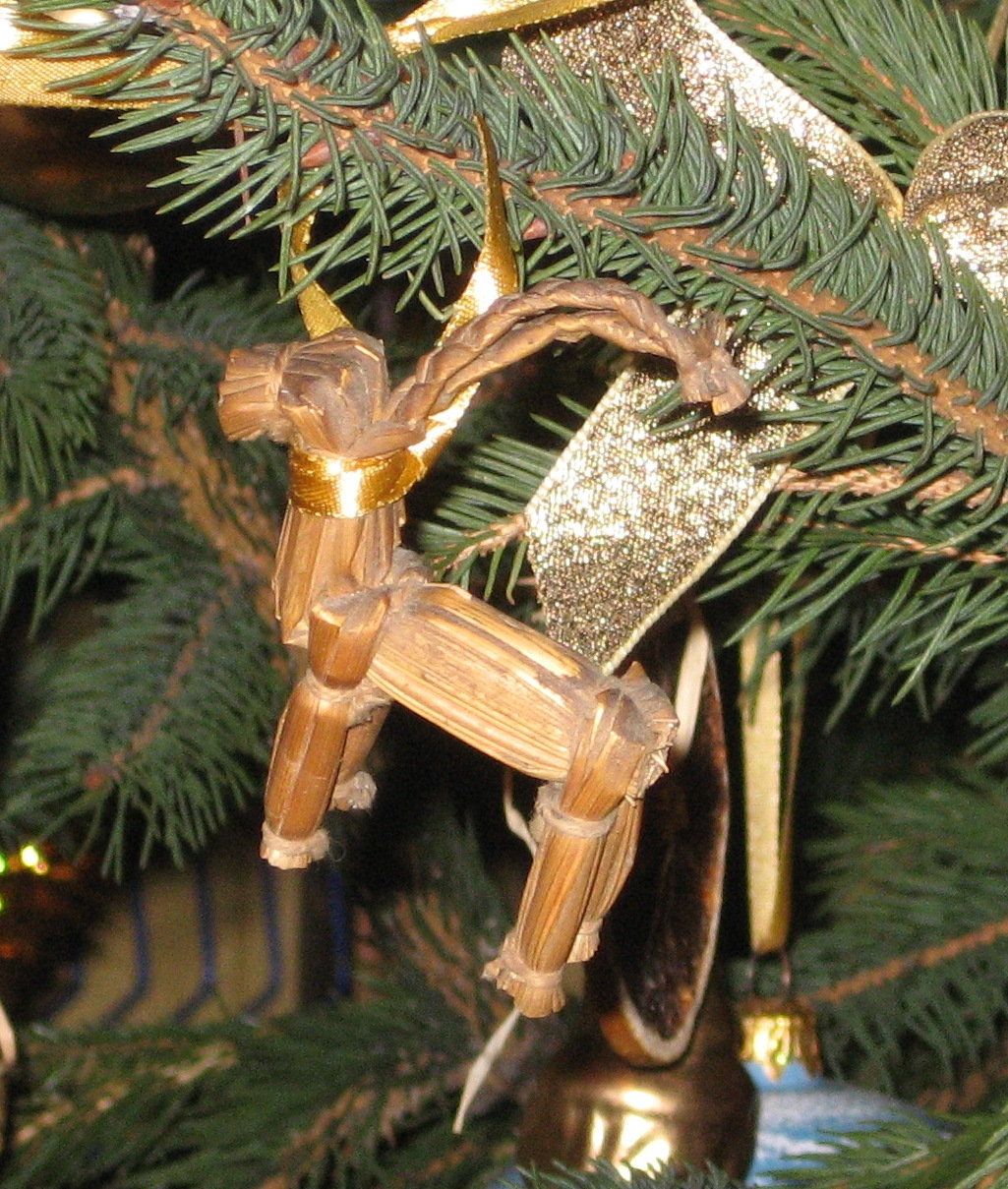
Різдвяна прикраса
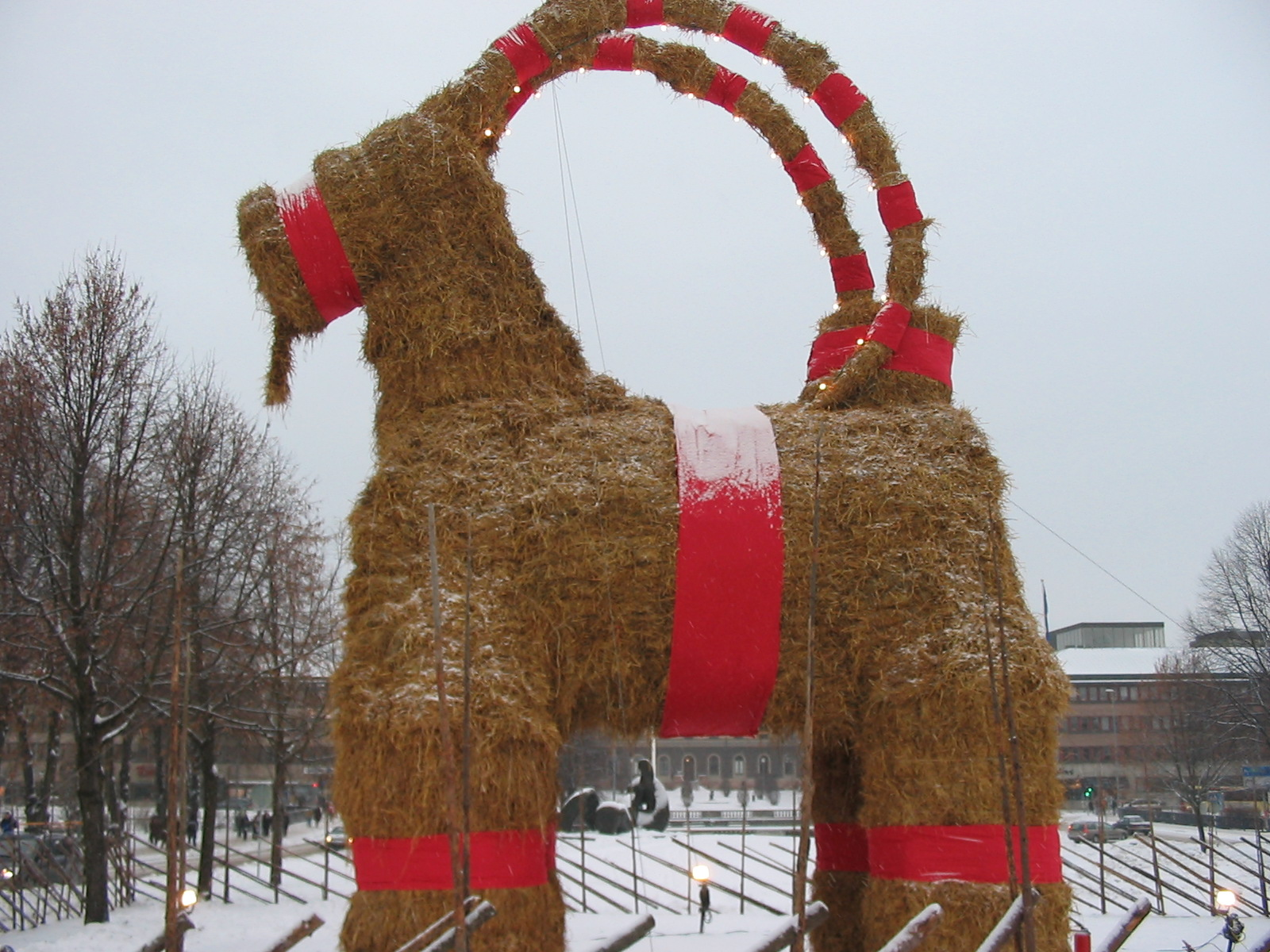